# هجمات عيد الميلاد نيجيريا 2011
هجمات عيد الميلاد نيجيريا 2011 وقعت خلال قداس يوم عيد الميلاد في شمال نيجيريا في 25 ديسمبر 2011. وقعت انفجارات بالقنابل وإطلاق نار على كنائس في مادالا وجوس وغاداكا وداماتورو. وأفيد عن مقتل 41 شخصا. أعلنت جماعة بوكو حرام مسؤوليتها عن الهجمات فيما بعد.

## التفجيرات

### مادالا
قُتل ما لا يقل عن 37 شخصًا وأصيب 57 آخرون في هجوم على كنيسة القديسة تيريزا الكاثوليكية في مادالا، وهي بلدة تابعة لأبوجا تقع على بعد 40 كيلومترًا من وسط المدينة. وأكد منسق محلي مع الوكالة الوطنية لإدارة الطوارئ (نيما) عدد القتلى.
قال المتحدث باسم الجمعية الوطنية لإدارة الطوارئ يوشاو شعيبو إن قصف مادالا وقع في الشارع خارج الكنيسة. وأضاف أن الكنيسة التي تتسع لألف شخص تضررت بشدة من جراء الانفجار. وقال شهود عيان ان نوافذ المنازل المجاورة تحطمت جراء الانفجار. قال مسؤولون في المستشفى المحلي إن حالة العديد من المصابين خطيرة. وقال سلاكو لوجارد ، منسق الوكالة الوطنية لإدارة الطوارئ إن عمال الإنقاذ عثروا على 25 جثة على الأقل وإن المسؤولين كانوا يحصيون الجرحى في مستشفيات مختلفة. أقرت الهيئة الوطنية لإدارة الطوارئ بأنها لا تملك سيارات إسعاف كافية لمساعدة الجرحى. قال لوغارد أيضًا إن حشدًا غاضبًا تجمّع في موقع الانفجار، منع عمال الطوارئ من الدخول: «نحاول تهدئة الوضع. هناك بعض الأشخاص الغاضبين حول محاولة التسبب في مشاكل» وذلك على حد قوله.

### جوس
ضرب انفجار كنيسة جبل النار والمعجزات في جوس وأطلق مسلحون النار لاحقًا على الشرطة التي كانت تحرس المنطقة مما أسفر عن مقتل ضابط شرطة. تم العثور على قنبلتين أخريين في مبنى مجاور وتم نزع سلاحهما.

### جاداكا وداماتورو
تم الإبلاغ عن انفجارين في مدينة داماتورو وآخر في كنيسة في بلدة جاداكا الشمالية الشرقية. واحدة على الأقل من الهجمات في داماتورو كانت من عمل انتحاري بسيارة مفخخة صدم المبنى الذي يضم مقر جهاز أمن الدولة. وقتل ثلاثة اشخاص على الاقل في ذلك الانفجار. ونجا قائد عسكري كبير يُزعم أنه استهدف من قبلها.

## الجناة
أعلنت جماعة بوكو حرام مسؤوليتها عن الهجمات.